# سایات‌نووا (فیلم)

سایات‌نووا (ارمنی: Սայաթ-Նովա) یک فیلم سیاه و سفید است محصول سال ۱۹۶۰ ارمنستان شوروی، به کارگردانی کیم آرزومانیان

## بازیگران
- بابکن نرسیسیان در نقش  سایات‌نووا
- آرتاشس آرئوشاتیان[پ] در نقش دوستی
- گقام هاروتیونیان در نقش پادشاه
- متاکسیا سیمونیان در نقش آنا
- هغینه هوهانیسیان در نقش ملکه
- آوت آوتیسیان در نقش آوت آقا
- گورگن هاکوبیان در نقش آمیلاخواری
- ه. هایراپتیان[ت]  در نقش پدر سایات
- ه. گاربوزیان[ث]  در نقش هاروتیون
- ولادیمیر آباجیان در نقش وارطان
- شاهوم قازاریان در نقش شالیکو
- آ. سیمونیان [ج]  در نقش راشید
- مامیکون مانوکیان در نقش ایشخان چیکوانی
- هوواک گالویان در نقش داویت مقدس
- داویت پوغوسیان  در نقش عاشوق فاتولا
- نورایر مناتساکانیان در نقش خواننده

## یادداشت
1. ↑  Հ. Մուրադյան
2. ↑  Ստեփան Մարտիրոսյան
3. ↑  Արտաշես Արևշատյան
4. ↑  Հ. Հայրապետյան
5. ↑  Հ. Գարբուզյան
6. ↑  Ա. Սիմոնյան